# Roséola
A roséola ou exantema súbito é uma doença epidémica da infância geralmente benigna causa pelo Herpesvirus 6 (HHV6) ou pelo Herpesvirus 7 (HHV7), geralmente afeta maiores de 6 meses e menores de 6 anos de idade, causando três dias de febre e depois pintas vermelhas pelo corpo.

## Causas
- Grupo:	        Grupo I (dsDNA)
- Família:	Herpesviridae
- Gênero:	Roseolovirus

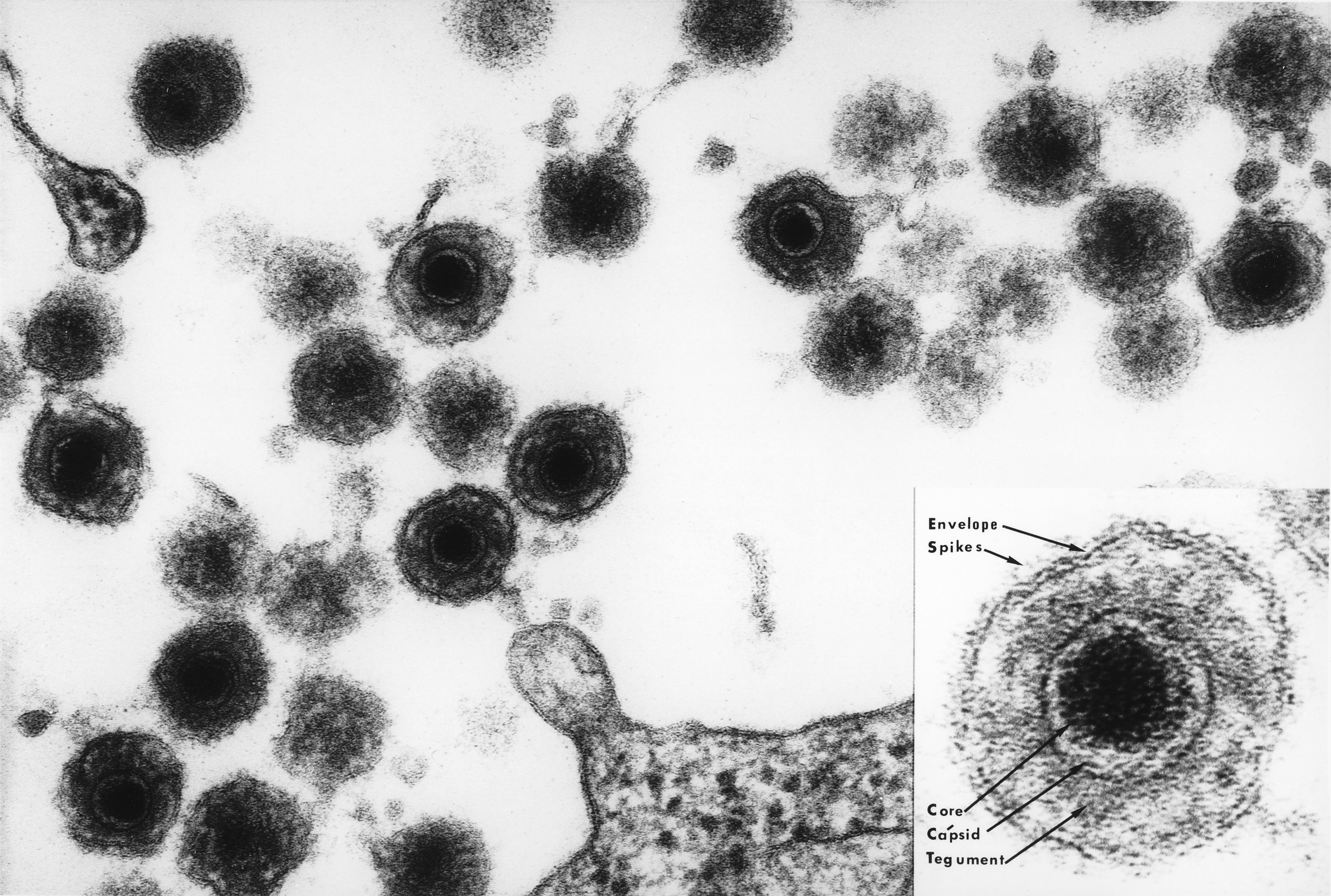
Vírus Herpes 6

- Espécies:	Human herpesvirus 6 (HHV-6) e Human herpesvirus 7 (HHV-7)

Os dois vírus aparentados que causam a roséola são da mesma família do vírus da Herpes mas produzem uma doença não relacionada. O HHV6 e HHV7 são vírus com genoma de DNA bicatenar (hélice dupla), que se multiplicam no núcleo da célula hóspede. Têm preferência para parasitar linfócitos T.
A transmissão é por contato direto ou com secreção proveniente da saliva, espirro e tosse e é bastante infecciosa.
Os vírus HHV6 e HHV7 foram descobertos enquanto causa da roséola apenas em 1988 e 2012 respectivamente.

## Epidemiologia
A maioria dos adultos têm anticorpo anti HHV6 ou HHV7, significando que a doença foi assintomática, ignorada ou diagnosticada como outra condição. Atinge principalmente crianças pequenas, de três meses a três anos.

## Progressão, sinais e sintomas
Nos indivíduos adultos causa uma síndrome semelhante à mononucleose infecciosa, contudo infecta mais frequentemente crianças com quadro típico de roséola.
A roséola caracteriza-se por aparecimento súbito de febre moderadamente elevada (39-40 °C) que dura poucos dias e é seguida de exantema macular (mancha vermelha na pele). Os sintomas duram três ou quatro dias. Raramente o aparecimento súbito da febre elevada pode levar a convulsões e tremores violentos da criança, e nesse caso a ajuda médica é aconselhada.

### Complicações
Em caso de febre alta (mais de 40 graus) pode causar convulsão. O uso de antitérmicos/antipiréticos como paracetamol ou um banho frio e compressa de água fria  costuma resolver o quadro. Em caso de pacientes imunodeprimidos pode causar pneumonia viral e encefalite viral.  Nesse caso deve ser tratados com antivirais(ganciclovir, cidofovir ou foscarnet) e Interferon.

## Diagnóstico
O diagnóstico é eminentemente clínico. A sorologia não é necessária, pois a doença desaparece sozinha. Pode ser verificado por anticorpos HHV6 com ELISA.

## Tratamento
O tratamento é inespecífico: aliviar as roupas se a criança suar muito, dar mais água para beber que o normal e eventualmente administrar paracetamol ou ibuprofeno se a temperatura subir muito. Não se deve dar aspirina para crianças, pois pode causar Síndrome de Reye ou hemorragia.

## Relação com aEsclerose Múltipla
Acredita-se  que exista uma correlação entre o vírus HHV-6 e o desencadeamento de Esclerose Múltipla em adultos com pré-disposição genética à doença. Isto porque o HHV-6 pode permanecer dormente em fibras nervosas, e este possui semelhanças estruturais com a mielina, podendo atuar como um "mímico molecular", provocando a produção de anticorpos que ataquem e inflamem também a bainha de mielina dos neurônios do sistema nervoso. Estes ataques levam a geração de "cicatrizes" rijas, conhecidas como esclerose, bloqueando a propagação de impulsos pelos neurônios afetados.